# Age of Empires Online
Age of Empires Online — историческая многопользовательская онлайн-стратегия. Закрытый ныне проект являлся продолжением известной серии Age of Empires и распространялся по схеме Free-To-Play.

## Разработка
Разработкой Age of Empires Online (под рабочим названием Project S или Spartan) занималась компания Robot Entertainment, образованная выходцами из команды Ensemble Studios, распущенной Microsoft. Она также занималась поддержкой таких игр Ensemble Studios, как Age of Empires III и Halo Wars. Проект был анонсирован 16 августа 2010 года, в это же время началось закрытое бета-тестирование новой игры.
В феврале 2011 года компания Robot Entertainment была отстранена от разработки и эта обязанность перешла к студии Gas Powered Games, известной по стратегии Supreme Commander.
С 2013 года разработка нового контента для игры прекращена. 22 августа 2013 года было объявлено, что платформу Games for Windows — Live ждёт закрытие, вследствие чего регистрация новых игроков станет невозможна. В сентябре 2013 года было заявлено, что серверы игры будут функционировать до 1 июля 2014 года — дня закрытия платформы. Причиной закрытия сервиса была названа дороговизна поддержки обслуживаемого контента. 1 июля серверы игры были отключены.

## Игровой процесс
Age of Empires Online не только сохранила особенности предыдущих игр, но и обрела новые: столицы, которые будут жить и расти, даже когда игрок находится офлайн, возможность проходить квесты совместно с другими игроками, системы торговли и игровых уровней, позволяющие развиваться быстрыми темпами, а также интеграция с Games for Windows — Live.

### Цивилизации
- Греки (первоначальная цивилизация)
- Египтяне (первоначальная цивилизация)
- Кельты
- Персы (приобреталась отдельно и имела ряд преимуществ)
- Вавилоняне (выпущена в годовщину выхода игры)
- Cкандинавы (приобреталась отдельно и имела ряд преимуществ)
- Римляне (Появилась в 2021 году в Project Celeste)
- Индия (Появилась в 2024 году в Project Celeste)[10]

## Отзывы
| Сводный рейтинг       | Сводный рейтинг |
| Агрегатор             | Оценка          |
| --------------------- | --------------- |
| GameRankings          | 71,09 %         |
| Русскоязычные издания |                 |
| Издание               | Оценка          |
| PlayGround.ru         | 8,2/10          |
| «Игромания»           | 7/10            |

## Project Celeste
Age of Empires Online была переиздана в середине 2017 года по некоммерческой лицензии в соответствии с «Правилами использования игрового контента» Microsoft независимой группой разработчиков, и в нее можно играть бесплатно на эмуляторе сервера, известном как Project Celeste, со всеми онлайн-функциями в полном объеме. Команда использует публично выпущенный комплект разработчика Microsoft для балансировки, исправления ошибок и расширения контента.